# Sleeping People
Sleeping People je americká rocková skupina, založená v roce 2002 v San Diegu v Kalifornii. Její původní sestavu tvořili Joileah Concepcion (kytara), Kasey Boekholt (kytara) a Brandon Relf (bicí); roku 2003 se ke skupině přidal baskytarista Kenseth Thibideau. Své první album nazvané jednoduše Sleeping People skupina vydala v roce 2005 prostřednictvím vydavatelství Temporary Residence Limited a přibližně v té době skupině opustila Joileah Concepcion; jako náhrada přišla Amber Coffman. V této sestavě skupina vydala své druhé album Growing; nedlouho poté skupinu opustila Amber Coffman a do skupiny se vrátila Joileah Concepcion. Později skupina jako taková přestala vystupovat, někteří členové stále spolupracovali; roku 2012 byla opět obnovena.

## Diskografie
- Sleeping People (2005)
- Growing (2007)